# Ljusholmen (i Lojo sjö, Raseborg)
Ljusholmen är en ö i Finland. Den ligger i sjön Lojo sjö och i kommunen Raseborg i den ekonomiska regionen  Raseborg  och landskapet Nyland, i den södra delen av landet, 60 km väster om huvudstaden Helsingfors. Öns area är 0,4 hektar och dess största längd är 140 meter i nord-sydlig riktning.